# الانتخابات الزنجبارية العامة 1963
أجريت انتخابات عامة في زنجبار بتاريخ يوليو 1963 لشغل مقاعد المجلس النيابي [الإنجليزية]، وقد رفع عدد المقاعد النيابية من 23 إلى 31، وكانت نتائج الانتخابات هو فوز تحالف حزب زنجبار الوطني مع حزب شعب زنجبار وبمبا واللذان نالا 18 مقعدا، ولم ينل حزب الأفروشيرازي سوى 13 مقعدا مع أنه استحوذ على 54.3% من الأصوات.
تعاون تحالف الحزب الوطني مع شعب زنجبار وبمبا مكنهما من عدم تنافس مرشحيهما ضد بعضهم البعض في معاقلهم، وقد وجهت للتحالف الدعوة لتشكيل الحكومة التي قادت البلاد إلى الاستقلال في 10 ديسمبر من نفس العام. ولكن مع ذلك فإن الثورة التي اندلعت في 12 يناير 1964 أدت إلى تولي الحزب الشيرازي زمام السلطة.

## النتائج
| الحزب                | الأصوات | %    | المقاعد |
| -------------------- | ------- | ---- | ------- |
| حزب الأفروشيرازي     |         | 54.3 | 13      |
| حزب زنجبار الوطني    |         | 29.8 | 18      |
| حزب شعب زنجبار وبمبا |         | 15.9 | 18      |
| إجمالي               |         | 100  | 31      |
| Source: EISA         |         |      |         |